# Begonia pseudoleprosa
Espèce
Begonia pseudoleprosa est une espèce de plantes de la famille des Begoniaceae.
Elle a été décrite en 2006 par Ching I Peng, Yan Liu (2003) et Shin Ming Ku (2004).